# Uta Kargel
Uta Kargel (ur. 28 maja 1981 w Halle) – niemiecka aktorka filmowa i teatralna.

## Życie i kariera
Po ukończeniu studiów Uta początkowo kształciła się w kierunku bibliotekarki. W 2002 roku odgrywała także role w Theatergruppe Grüner Hund, którego była współzałożycielką. Grała głównie kawałki rosyjskiego pisarza Daniiła Charmsa.
Szerszej publiczności znana była z roli Leny Bachmann od 26 kwietnia 2004 roku do 22 marca 2006 w operze mydlanej produkcji RTL Gute Zeiten, schlechte Zeiten.
W okresie od czerwca 2010 do października 2011 zagrała główną rolę w telenoweli ARD Burza uczuć. Wcieliła się w rolę niani Evy Krendlinger. W czerwcu 2012 roku, grała w telenoweli Rote Rosen.

## Filmografia (fragmenty)

### Filmy
- 1998: Hamlet – Eine Reise durch die Metropole, reż.: Ilona Zarypow
- 2003: Wedding Daydream, reż.: Ansgar Ahlers
- 2003: Die Allee, reż.: Ilona Zarypow
- 2006: Sunny Hill, reż.: Luzius Rüedi

### Seriale telewizyjne
- 2004–2006: Gute Zeiten, schlechte Zeiten
- 2006: Verliebt in Berlin (występ epizodyczny)
- 2007: R. I. S. – Die Sprache der Toten (sezon 2, odcinek 4)
- 2008: Volles Haus
- 2008: Ein starkes Team
- 2008: Dr. Molly & Karl
- 2010–2011: Burza uczuć (odcinki 1087–1391)
- 2012: Rote Rosen (odcinki 1271–1290)